# Microrregión del Sertón de Inhamuns
La Microrregión del Sertón de Inhamuns es una de las  microrregiones del estado brasileño del Ceará perteneciente a la mesorregión  Sertones Cearenses. Su población fue estimada en 2005 por el IBGE en 144.364 habitantes y está dividida en seis municipios. Posee un área total de 11.692,761 km².

## Municipios
- Aiuaba
- Arneiroz
- Catarina
- Parambu
- Saboeiro
- Tauá

- Datos: Q2539724